# فرانكي سوليفان
فرانكي سوليفان (بالإنجليزية: Frankie Sullivan)‏ هو ملحن وعازف قيثارة أمريكي، ولد في 1 فبراير 1955 في شيكاغو في الولايات المتحدة.

## وصلات خارجية
- فرانكي سوليفان على موقع IMDb (الإنجليزية)
- فرانكي سوليفان على موقع ميوزك برينز (الإنجليزية)
- فرانكي سوليفان على موقع أول موفي (الإنجليزية)
- فرانكي سوليفان على موقع أول ميوزيك (الإنجليزية)
- فرانكي سوليفان على موقع ديسكوغز (الإنجليزية)
- فرانكي سوليفان على موقع قاعدة بيانات الفيلم (الإنجليزية)